# L'Origine
Pour les articles homonymes, voir L'Origine (roman) et Origine (homonymie).
 (avril 2018).
Si vous disposez d'ouvrages ou d'articles de référence ou si vous connaissez des sites web de qualité traitant du thème abordé ici, merci de compléter l'article en donnant les références utiles à sa vérifiabilité et en les liant à la section « Notes et références ».
L'Origine est une bande dessinée en noir et blanc de Marc-Antoine Mathieu, premier tome de la série Julius Corentin Acquefacques, sortie en 1990.

## Synopsis
Un employé du Ministère de l'Humour (Julius C. Acquefacques) reçoit, à plusieurs moments de l'histoire, des enveloppes avec des pages d'un livre intitulé L'Origine. Il s'agit justement de la bande dessinée dont nous écrivons la chronique. Ces pages décrivent parfois le passé du personnage, d'autres fois son présent et parfois même son avenir.
Cet album est sans doute un des uniques ouvrages de bandes dessinées où il manque réellement une case (il y a un trou à l'endroit manquant). Cette trouvaille est appelée « anti-case », elle donne à voir la case située sous elle et permet donc un double saut dans le temps (ou la narration) :
- Sur le recto de la page où elle se trouve, elle donne accès à une case de la page suivante, insérant un évènement futur dans le récit
- Sur son verso elle donne accès à une case de la page précédente, insérant alors un évènement passé dans le récit.

## Analyse
Article internet : « Comment la bande dessinée de Marc-Antoine Mathieu, L'Origine, renouvelle le concept de mise en abyme déjà présent dans la littérature? »

## Prix
- 1991 : Alph-Art coup de cœur du festival d'Angoulême